# Parafia św. Józefa Oblubieńca w Mieszewie
Parafia pw. św. Józefa Oblubieńca w Mieszewie – parafia rzymskokatolicka należąca do dekanatu Łobez, archidiecezji szczecińsko-kamieńskiej, metropolii szczecińsko-kamieńskiej. W parafii posługują księża diecezjalni. Według stanu na wrzesień 2018 proboszczem parafii był ks. Dariusz Skibicki.

## Miejsca święte

### Kościół parafialny
Kościół św. Józefa Oblubieńca Najświętszej Maryi Panny w Mieszewie

### Kościoły filialne i kaplice
- Kościół św. Apostołów Piotra i Pawła w Rekowie[1]
- Kościół Niepokalanego Poczęcia Najświętszej Maryi Panny w Siedlicach[1]
- Kościół Świętej Rodziny w Zwierzynku[1]